# Öxnehagakyrkan
Öxnehagakyrkan används av Svenska kyrkan, och är en kyrkobyggnad i Öxnehaga sydväst om Huskvarna i Sverige. Den invigdes den 27 november 1976, vilket var lördagen före första första advent.
På kyrkorummets östra vägg sitter en 5,5 x 7 meter stor altartavla gjord av lin och äkta silke. Tavlan är skapad av textilkonstnären Inger Sarin och tillverkad utifrån en akvarell målad av inredningsarkitekten Gunilla Forsberg. Motivet är "En brinnande tro".

## Orgel
- Orgeln är mekanisk och byggd 1978 av Bruno Christensen & Sønner Orgelbyggeri. Tremulant för hela orgeln finns.

| Manual I      | Manual II    | Pedal      | Koppel |
| Rörflöjt 8´   | Gedackt 8´   | Subbas 16´ | I/P    |
| Principal 4´  | Rörflöjt 4´  |            | II/P   |
| Flachflöjt 2´ | Principal 2´ |            | II/I   |
| Mixtur 2 chor |              |            |        |